# كارستن بيتر تييد
كارستن بيتر تييد (بالألمانية: Carsten Peter Thiede)‏ هو عالم آثار ومؤرخ ألماني، ولد في 8 أغسطس 1952 في برلين الغربية في ألمانيا الغربية، وتوفي في 14 ديسمبر 2004 في بادربورن في ألمانيا.